# /dev/null
/dev/null ist die Repräsentation des Nullgeräts (englisch null device) als Datei in Unix-Betriebssystemen. Seinen Ursprung hat /dev/null im Betriebssystem UNIX Version 7 von 1977,. Die Existenz wie auch das Verhalten dieser Datei ist für UNIX-Betriebssysteme durch den POSIX-Standard vorgeschrieben, in der überwiegenden Mehrzahl ähnlicher Systeme allerdings in gleicher oder zumindest ähnlicher Form ebenfalls vorhanden.
Auf anderen Betriebssystemen implementieren Kompatibilitäts-Subsysteme (etwa Cygwin unter Windows oder das POSIX-Subsystem unter z/OS) eine Entsprechung.

## Verhalten
/dev/null verhält sich wie jede andere leere Datei, mit dem Unterschied, dass eingehende Datenströme verworfen anstatt angefügt werden. Wird /dev/null als Ziel adressiert, wird ein ansonsten auszugebender Datenstrom verworfen. Beim Lesezugriff darauf wird ein einzelnes End-of-File-Zeichen (EOF) ausgegeben. /dev/null ist als character-oriented device ausgeführt, weshalb bestimmte Systemfunktionen (ftell(), fseek(), etc.) auf die entsprechende Art in der Behandlung der repräsentierenden Datei reagieren.

## Verwendung
Die vermutlich häufigste Verwendung ist das Verwerfen von nicht weiter interessierenden Datenströmen, z. B. die Ausgaben von Prozessen.
Darüber hinaus kann die Datei auch als Pseudo-Adressat dienen. Zum Beispiel kopiert der Befehl cp Datei effektiv nirgendwohin:
```
$
 
cp
 Datei /dev/null
```

Ein solcher Befehl kann aus verschiedenen Gründen dennoch sinnvoll sein:
- durch das für den Vorgang notwendige Lesen der Quelldatei wird deren vollständige Lesbarkeit festgestellt, was eine schnelle Aussage über die Integrität relevanter Teile des Dateisystems erlaubt;
- die Quelldatei wird durch das Lesen in den Diskcache geladen, wodurch ein eventueller späterer Lesezugriff beschleunigt wird;
- abhängig vom verwendeten Dateisystem und den verwendeten mount-Optionen wird beim Lesezugriff auch der Inode-Inhalt geändert, indem das atime-Feld (access time, Zeit des letzten Zugriffs) auf die aktuelle Systemzeit gesetzt wird.

Auch können etwa Logfiles durch einen symbolischen Link umgeleitet werden. 
```
#
 
ln
 -s /dev/null /var/log/
Xorg
.0.log
```

Lesezugriffe auf /dev/null liefern ausschließlich ein einzelnes End-of-File-Symbol, weshalb es auch zur Erzeugung „leerer Datenströme“ verwendet werden kann. Folgendes Beispiel erstellt durch das Kopieren des Inhalts von /dev/null eine neue, leere Datei:
```
$
 
cp
 /dev/null "leere Datei.txt"
```

Auch als Quelle von Pseudo-Eingaben kann /dev/null verwendet werden: um beim Befehl grep die Ausgabe des Dateinamens in den Ergebnissen zu erzwingen muss mehr als eine zu untersuchende Datei angegeben werden. Das folgende Kommando durchsucht alle Dateien unterhalb eines Verzeichnisses nach einem Muster (pattern) und gibt die Dateinamen der Fundorte aus. Ohne die zusätzliche Angabe von /dev/null würden die Dateinamen nicht angezeigt:
```
$
 
find
 /some/path -type f -exec 
grep
 /dev/null {} '
pattern
' \;
```

## Rezeption in der Netzkultur
In der Netzkultur ist /dev/null ein umgangssprachlich verwendeter Begriff, der Desinteresse an einem oder Verachtung für einen Gegenstand bekundet, indem dessen Verwerfen angedeutet wird. Ein Beispiel wäre etwa das Pseudokommando mv program /dev/null, was auf „wirf das Programm weg“ hinausläuft.
Bekannt ist auch der Spruch „Für Backups gibt’s /dev/null, für Restores /dev/random…“, der sarkastisch die oftmals wenig oder nicht ausreichend getesteten Backupverfahren kommentiert.